# Van Buren
Van Buren (с англ. — «Ван Бюрен») — отменённая компьютерная игра студии Black Isle Studios. Игра под рабочим названием Van Buren разрабатывалась в 2001-2003 годах как третья часть серии Fallout; если бы игра была выпущена, она получила бы название Fallout 3. Игра Fallout 3, разработанная Bethesda Game Studios и выпущенная в 2008 году, никак не была связана с отменённым проектом Van Buren. Некоторые концепции, персонажи и локации, придуманные для игры Van Buren, были позже использованы в игре Fallout: New Vegas (2010).

## Разработка
Все свои проекты Black Isle Studios до выхода игры в свет называла по именам американских президентов. Разрабатываемая Fallout 3 получила название в честь восьмого президента США Мартина Ван Бюрена.
Первые упоминания о проекте, как о продолжении серии «Fallout», появились на форуме Black Isle Studios в 2001 году, когда сотрудники студии отвечали на вопросы фанатов. Игру планировалось выпустить в 2003 году. Была создана технологическая демоверсия, скриншоты из которой и были выложены на официальном сайте. Студия также планировала переработать действующую ролевую систему SPECIAL, изменив механизм подсчёта урона и добавив в неё ряд перков. В игре планировалось использование автомобилей и бронетехники.
В 2015 году Крис Авеллон, выступая на конференции NYU Game Center's Practice, говорил, что на проект должна была повлиять его любовь к настольным ролевым играм, в частности, Dungeons & Dragons. Хотя игра и не предусматривала многопользовательского режима, Авеллон описывал следующую механику: помимо управляемой игроком группы — главного героя и его спутников — по миру игры должна была странствовать ещё одна группа персонажей, управляемая компьютером. Решения и поступки как игровых персонажей, так и этой второй группы должны были влиять на состояние мира, так что игрок должен был регулярно сталкиваться с последствиями решений этой второй группы. Чтобы протестировать эту систему, Авеллон создал настольную версию игры, в которой шесть его коллег по студии управляли одной группой персонажей, и ещё шесть — другой. Другой задуманной для игры идеей было дать возможность игроку закрепить за определёнными умениями персонажей «музыкальную тему» — мелодию, которая воспроизводилась бы каждый раз, когда игрок использовал это умение.
В 2003 году материнская компания Interplay Entertainment объявила о банкротстве, и студия Black Isle Studios была закрыта. Незадолго до окончательного закрытия Black Isle Studios ряд её ключевых сотрудников основал новую независимую студию Obsidian Entertainment, и часть участников разработки Van Buren перешла туда, справедливо считая Black Isle Studios обречённой; в конечном счете проект был закрыт, даже несмотря на то, что большая часть запланированной работы по нему была сделана. Руководители Titus Interactive — компании, которой принадлежала Interplay Entertainment — полагали, что рынок игр для персонального компьютера мёртв, и будущее за игровыми консолями.
В сети остались дизайнерские документы по проекту с описанием игровых локаций, персонажей и заданий. В мае 2007 года в сети появились видеоролик об альфа-версии, который показывал игровой процесс, а также сама технологическая демоверсия.

## Сюжет
Главным героем игры должен был стать узник довоенной тюрьмы Тиббетс, имя и биографию которого игрок мог выбрать сам. Так, персонаж мог быть и невиновным, и настоящим преступником. От взрыва камера разрушилась, открыв ему путь на свободу. Возле тюрьмы главного героя атакует незнакомый враг. Поняв, что оставаться здесь опасно, заключённый идёт в Пустоши, чтобы найти там себе пристанище.

## Наследие
В 2004 году Interplay Entertainment продала права на разработку и издание игры Fallout 3 другой компании, Bethesda Softworks, которая выпустила в 2008 году игру Fallout 3, разработанную её собственной студией Bethesda Game Studios и не использующую никакие наработки Van Buren. В дальнейшем Bethesda Softworks, планируя продолжение, привлекла к созданию новой игры в серии Fallout студию Obsidian Entertainment. Таким образом, в создании Fallout: New Vegas участвовал ряд разработчиков, ранее работавших над Fallout 2 и отмененной Van Buren, в том числе Крис Авеллон и Джош Сойер. Сюжет и сеттинг Fallout: New Vegas на этот раз во многом опирались на наработки Van Buren, разработкой которого также руководил Сойер. Одним из самых значительных элементов, перенесенных из Van Buren в Fallout: New Vegas, стал Легион Цезаря — одна из группировок, первоначально созданных для Van Buren. Из Van Buren в Fallout: New Vegas также перешёл ряд идей, связанных со спутниками игрового персонажа — более развитые диалоги с ними, собственные задания спутников, более сложная система управления спутниками, чем это было в других играх серии.